# Constitution de Mars
La Constitution de Mars est la Constitution adoptée le 17 mars 1921, par la Deuxième République polonaise, créée, à l’issue de l'insurrection de Grande-Pologne de 1918-1919, par le traité de Versailles de juin 1919. Cette insurrection avait permis de se défaire de l’occupation germano-prussienne qui datait des partages de la Pologne de la fin du XVIIIe siècle.
L’établissement de cette Constitution intervient immédiatement après la guerre soviéto-polonaise de 1920, laquelle a permis à la jeune nation polonaise de repousser l’agression soviétique. 

## Histoire
La constitution, basée sur le modèle français, est considérée comme très démocratique. Elle exclut entre autres toute discrimation pour motifs religieux ou raciaux.
Elle est partiellement ajustée en 1926 par la Rénovation d'Août et supprimée en 1935 par la nouvelle constitution (Constitution d'Avril).

## Élections se déroulant sous la Constitution
- Élections législatives polonaises de 1922